# Чон Сун Тхэк, Пётр
Пётр Чон Сун Тхэк (кор. 정순택 베드로?, 鄭淳澤?; род. 5 августа 1961 года, Тэгу, Республика Корея) — корейский прелат, кармелит. Титулярный епископ Тамазуки и вспомогательный епископ Сеула с 30 декабря 2013 по 28 октября 2021. Архиепископ Сеула с 28 октября 2021. Апостольский администратор Пхеньяна с 28 октября 2021.

## Биография

### Ранние годы
Чон родился 5 августа 1961 года в Тэгу, Республика Корея. В 1983 году он поступил на факультет промышленной химии Инженерного колледжа Сеульского университета, который окончил в 1986 году. Также он учился в теологическом кампусе Сонсин Католического университета Кореи. С 1986 по 1992 год он проходил новициат в Ордене босоногих кармелитов Кореи. 25 января 1992 года он принял вечные обеты.

### Священник
Чун был рукоположен в сан кармелитского священника 16 июля 1992 года. Затем он получил степень магистра священного Писания в Папском библейском институте. С 2005 по 2008 год он занимал должность провинциального дефинитора Ордена босоногих кармелитов Кореи и вице-настоятеля монастыря в Инчхоне. С 2008 по 2009 год он был первым дефинитором Ордена босоногих кармелитов Кореи, а также служил генеральным дефинитором Ордена босоногих кармелитов в Риме для Дальнего Востока и Океании.

### Епископ
30 декабря 2013 года Папа Франциск назначил его вспомогательным епископом Сеула и титулярным епископом Тамазуки. Он был посвящён с Тимоти Ю Гён Чхоном 5 февраля 2014 года в стадионе Чанчхон-дон в Сеуле. Чин освящения совершил архиепископ Сеула Андреем Ём Су Чжуном при содействии викария Сеула Бэзила Чо Гю Мана и вспомогательного епископа Сувона Линуса Ли Сонхё. Его епископским девизом стал: «Бог Отец, Мать Церковь» (кор. 하느님 아버지, 어머니 교회).

### Архиепископ

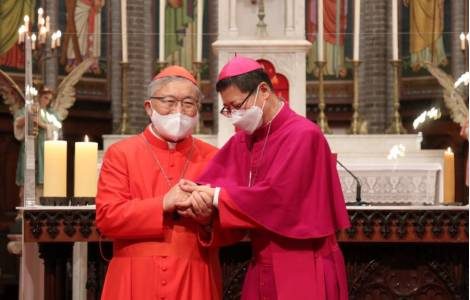
Кардинал Андрей Ём Су Чжун и архиепископ Пётр Чон Сун Тхэк, 2021 год

28 октября 2021 года Папа Франциск назначил его митрополитом-архиепископом Сеула, чтобы он сменил кардинала Андрея Ём Су Чжуна. Чин интронизации состоялся 8 декабря 2021 года в кафедральном соборе Мёндон Пресвятой Девы Марии Непорочного Зачатия.